# Örményország a 2011-es úszó-világbajnokságon
Örményország a 2011-es úszó-világbajnokságon négy sportolóval vett részt.

## Úszás
Férfi
| Versenyző      | Esemény                      | Selejtező | Selejtező | Elődöntő          | Elődöntő          | Döntő             | Döntő             |
| Versenyző      | Esemény                      | Idő       | Helyezés  | Idő               | Helyezés          | Idő               | Helyezés          |
| -------------- | ---------------------------- | --------- | --------- | ----------------- | ----------------- | ----------------- | ----------------- |
| Mikael Koloyan | Férfi 50 méteres gyorsúszás  | 24.45     | 55        | Nem jutott tovább | Nem jutott tovább | Nem jutott tovább | Nem jutott tovább |
| Mikael Koloyan | Férfi 100 méteres gyorsúszás | 53.12     | 64        | Nem jutott tovább | Nem jutott tovább | Nem jutott tovább | Nem jutott tovább |

Női
| Versenyző         | Esemény                    | Selejtező | Selejtező | Elődöntő          | Elődöntő          | Döntő             | Döntő             |
| Versenyző         | Esemény                    | Idő       | Helyezés  | Idő               | Helyezés          | Idő               | Helyezés          |
| ----------------- | -------------------------- | --------- | --------- | ----------------- | ----------------- | ----------------- | ----------------- |
| Monica Vasilyan   | Női 50 méteres gyorsúszás  | 28.51     | 54        | Nem jutott tovább | Nem jutott tovább | Nem jutott tovább | Nem jutott tovább |
| Monica Vasilyan   | Női 100 méteres gyorsúszás | 1:01.82   | 57        | Nem jutott tovább | Nem jutott tovább | Nem jutott tovább | Nem jutott tovább |
| Anahit Barseghyan | Női 50 méteres hátúszás    | 32.49     | 48        | Nem jutott tovább | Nem jutott tovább | Nem jutott tovább | Nem jutott tovább |
| Anahit Barseghyan | Női 100 méteres hátúszás   | 1:08.99   | 51        | Nem jutott tovább | Nem jutott tovább | Nem jutott tovább | Nem jutott tovább |

## Szinkronúszás
Női
| Versenyző         | Esemény               | Selejtező | Selejtező | Döntő             | Döntő             |
| Versenyző         | Esemény               | Pont      | Helyezés  | Pont              | Helyezés          |
| ----------------- | --------------------- | --------- | --------- | ----------------- | ----------------- |
| Seda Khachatrayan | Egyéni szabad program | 56.720    | 32        | Nem jutott tovább | Nem jutott tovább |